# Шиврей
Шиврей (Серова) — река на востоке Виноградовского района Архангельской области, левый приток реки Юла (бассейн Пинеги).
Длина реки составляет 37 км. Берёт начало в болоте Шиврейское. Высота истока около 182 метров над уровнем моря. Река замерзает в ноябре и остаётся под ледяным покровом до конца апреля. Половодье с мая по июнь. Питание снеговое и дождевое. Впадает в реку Юла. Высота устья ниже 135 метров над уровнем моря.